# Åstol
Åstol is een plaats en eiland in de gemeente Tjörn in het landschap Bohuslän en de provincie Västra Götalands län in Zweden. De plaats heeft 238 inwoners (2005) en een oppervlakte van 14 hectare.